# Boris Tadić
Boris Tadić (serbiska: Борис Тадић), född 15 januari 1958 i Sarajevo, dåvarande Jugoslavien, är en serbisk politiker som var Serbiens president mellan 2004 och 2012. Han var ordförande för Demokratiska Partiet mellan 2004 och 2012.
Boris Tadićs far var professor i filosofi och medlem av serbiska vetenskapsakademien. Själv studerade han socialpsykologi vid universitetet i Belgrad och drogs in i den uppvaknande antikommunistiska rörelsen i Jugoslavien, varför han flera gånger fängslades. Vid sidan av sitt politiska engagemang, arbetade han som lärare i psykologi och som politisk rådgivare inom armén och universitetet i Belgrad. 1997 grundade han Centre for the Development of Democracy and Political Skills, som han förestod till 2002.
När Slobodan Milošević fick lämna den politiska arenan, ingick Tadić i den nya regeringen som telekommunikationsminister. I mars 2003 utsågs han till Serbien och Montenegros försvarsminister, och var i den befattningen till april 2004. 22 februari 2004 efterträdde han den mördade premiärministern Zoran Đinđić som partiledare för Demokratiska Partiet. Samma år, den 27 juni 2004, valdes han till landets president, och tillträdde den 11 juli.
I presidentvalet den 3 februari 2008 valdes han åter till president för Serbien. Då ingen av kandidaterna fick över 50% av rösterna i valets första omgång genomfördes en andra omgång som stod mellan Tadić och Tomislav Nikolić och där Tadić besegrade Nikolic med 51,1 % av rösterna.